# Нортвил (Мичиген)
Нортвил (Мичиген) (енгл. Northville) град је у америчкој савезној држави Мичиген. По попису становништва из 2010. у њему је живело 5.970 становника.

## Демографија
Према попису становништва из 2010. у граду је живело 5.970 становника, што је 489 (7,6%) становника мање него 2000. године.
| Група             | 2000.         | 2010.         |
| Белци             | 6.145 (95,1%) | 5.498 (92,1%) |
| Афроамериканци    | 25 (0,4%)     | 98 (1,6%)     |
| Азијати           | 120 (1,9%)    | 157 (2,6%)    |
| Хиспаноамериканци | 106 (1,6%)    | 133 (2,2%)    |
| Укупно            | 6.459         | 5.970         |